# Adam Borchardt
Adam Tadeusz Borchardt (ur. 17 lipca 1922 w Toruniu, zm. 19 sierpnia 2011) – najbardziej zasłużony toruński szachista.

## Kariera sportowa
W szachy nauczył się grać w wieku 12 lat, przyglądając się grze swoich starszych braci. Do pierwszego klubu szachowego zapisał się w roku 1936. Mając 15 lat wystąpił w pierwszym turnieju szachowym. Był zawodnikiem toruńskich klubów min; Marymontu, Budowlanych, Pomorzanina, Kolejarza, Zrywu, Elektryka, Grunwaldu, TKS Szachisty, a także bydgoskiej Caissy i grudziądzkiego Stomilu.

## Osiągnięcia
Przed wybuchem II wojny światowej zadebiutował w finale mistrzostw Torunia oraz zwyciężył w turnieju o Puchar Prezydenta Torunia. Po wojnie, w roku 1945 po raz pierwszy został mistrzem Torunia. Tytuł ten zdobywał jeszcze dziewięciokrotnie, w latach 1946–1974.
W latach 1956–1977 czterokrotnie startował w finałach indywidualnych mistrzostw Polski, największy sukces odnosząc w 1956 roku w Częstochowie. Zajął wówczas VI miejsce i otrzymał tytuł mistrza krajowego. W turnieju tym pokonał m.in. Kazimierza Platera, trzykrotnego mistrza Polski.
Wielokrotnie zdobywał medale (m.in. 7 złotych) podczas mistrzostw Pomorza oraz województw bydgoskiego i toruńskiego. W roku 1957 został powołany do kadry Polskiego Związku Szachowego i wystąpił w meczu z drużyną NRD, w którym zdobył 3 pkt w 5 partiach.
Po raz pierwszy na liście rankingowej FIDE pojawił się w 1987 roku. Pomimo podeszłego wieku pozostawał aktywnym szachistą, do 2006 r. startując w turniejach.